# エイドリアン・スコット
ロバート・エイドリアン・スコット（Robert Adrian Scott, 1911年2月6日 - 1972年12月25日）は、アメリカ合衆国の脚本家、映画プロデューサーである。ハリウッド・テンの1人であり、映画会社の重役たちによりブラックリストに入れられた。

## 生い立ち
ニュージャージー州アーリントンでアイリッシュ・カトリックの両親のもとに生まれる。兄のアランは劇作家・映画脚本家である。
1934年にアマースト大学を卒業する。1936年から1938年までは『Stage』誌で映画評論家と編集者を務める。1939年にカリフォルニア州ハリウッドに移る。

## キャリア
脚本家としてハリウッドに入った彼は『Keeping Company』（1940年）、『We Go Fast』（1941年）、『The Parson of Panamint』（1941年）、『ミスター・ラッキー』（1943年）などを書いた。
スコットはRKOとプロデューサーとして契約する。初めてプロデューサーとしてクレジットされた作品は『My Pal Wolf』（1944年）であった。次に製作したのはレイモンド・チャンドラーの『さらば愛しき女よ』を原作とした『ブロンドの殺人者』（1944年）であり、ジョン・パクストンが脚本、エドワード・ドミトリクが監督、ディック・パウエルらが出演した。
スコット、ドミトリク、パクストン、パウエルは『影を追う男』（1945年）で再び組んだ。次いでスコットはハロルド・クラーマンの唯一の監督映画『タイムリミット25時』（1946年）を製作した。スコット、ドミトリク、パクストンは 『許されざる女』（1947年）でも組み、イングランドで撮影した。3人は『十字砲火』（1947年）で4度目のコラボレーションを果たし、同作はアカデミー賞作品賞にノミネートされた。
スコットはジョゼフ・ロージー監督の『緑色の髪の少年』（1948年）も製作したが、こちらは興行的に失敗した。

### ブラックリスト入り
スコットは1944年にアメリカ共産党に入党した。1947年10月、スコットは下院非米活動委員会（HUAC）に召喚されて証言を求められたが他の9人と同様に拒否した。10月27日、RKOは証言拒否したスコットを解雇した。
ブラックリスト入りして最初の1年はジャーナリズムの世界に戻り、ロンドンで活動した。その後スコットはハリウッド・テンの他のメンバーと共に議会侮辱罪を理由とする懲役刑に処される。1951年、ハリウッド・テンからの唯一の転向者であるエドワード・ドミトリクがHCAUの証言台に立ち、スコットが共産主義のプロパガンダを自分の映画に入れるよう圧力をかけたことを暴露した。
1955年にスコットは「Blacklist: The Liberal's Straightjacket and It's Effect on Content」と題したエッセイを発表した。
1954年から1961年まではテレビ業界で生計を立てており、手がけた作品には『ロビン・フッドの冒険』や『The Adventures of Sir Lancelot』があった。またイギリス映画『戦塵未だ消えず』（1960年）の原案を偽名で手がけた。
1963年にMGMイングランド支社がスコットをプロダクション・エグゼクティブとして雇い、ブラックリストは事実上終わった。

### 晩年
1967年にスコットはムッシュ・ルコックの新作で映画製作業への復帰を試みたが、その企画は未完成に終わった。
スコットの最後の作品はテレビ映画『The Great Man's Whiskers』であり、本名でクレジットされた。

## 私生活
1945年から1948年までに女優のアン・シャーリーと結婚していた。1955年からは同じく脚本家でプロデューサーのジョアン・ラクールと結婚し、死ぬまで連れ添った。
1972年にカリフォルニア州シャーマンオークスで肺癌により亡くなった。